# Isokari (klippa)
Isokari är en ö i Finland. Den ligger i Skärgårdshavet och i kommunen Nådendal i landskapet Egentliga Finland, i den sydvästra delen av landet. Ön ligger omkring 29 kilometer sydväst om Åbo och omkring 170 kilometer väster om Helsingfors.
Öns area är 2,3 hektar och dess största längd är 250 meter i sydöst-nordvästlig riktning. Närmaste större samhälle är Nådendal, 19,9 km nordost om Isokari.